# 神森智
神森 智（かみもり さとる、1927年（昭和2年）9月23日 - 2021年（令和3年）8月24日）は、日本の会計学者。松山大学元学長（1989～1991年、2004～2006年）。国際会計研究学会元会長（1996～1999年）。専門は財務会計、制度会計、税務会計。広島県出身。
1989年から1991年まで理事長兼学長（同学は学長と学校法人の理事長を兼ねるのが通例）を務め、1994年には定年退官により他大学へ移っていたが、新学部構想をめぐる同学内の対立解消もあって、2004年から再度学長を務めた。同学初の理科系学部となる薬学部を2006年度に設置した。
学会関係では、国際会計研究学会会長、税務会計研究学会副会長、経営教育学会常任理事、税法学会常務理事ほかの役職を務める。公職として、家事調停委員、民事調停委員、松山調停協会会長ほか。

## 略歴
- 1947年（昭和22年）：旧松山経済専門学校卒業
- 1947年（昭和22年）：広島財務局国有財産部に就職
- 1948年（昭和23年）：大蔵省税務講習所（現在の税務大学校）広島支所教官
- 1952年（昭和27年）：特別公認会計士試験合格
- 1953年（昭和28年）：松山商科大学短期大学部専任講師
- 1989年（平成元年）：学校法人松山大学理事長、松山大学学長・松山短期大学学長
- 1994年（平成6年）：松山大学名誉教授。東亜大学経営学部長、大学院教授
- 1996年（平成8年）：国際会計研究学会会長[1]
- 2001年（平成13年）：呉大学大学院教授
- 2004年（平成16年）：学校法人松山大学理事長、松山大学学長・松山短期大学学長（再任）
- 2021年（令和3年）：死去[2]

## 著作
単著
- 『財務諸表論の理論と計算』（税務経理協会、1971年）
- 『財務会計と財務諸表監査―その存在論的考察と当為論的考察』（同文舘出版、2011年）

共編著
- （倉田三郎、清水茂良）『企業簿記論』（中央経済社、2001年）

共著
- （大成利広・鈴木芳美）『企業財務情報の解釈と利用』（同文舘出版、2000年）